# It's My Life (본 조비의 노래)
〈It's My Life〉는 미국의 록 밴드 본 조비의 곡이다. 2000년 5월 23일 일곱 번째 스튜디오 음반 《Crush》(2000년)의 리드 싱글로 발매되었다. 이 곡은 존 본 조비, 리치 샘보라, 맥스 마틴이 작사와 작곡, 프로듀싱했으며 루크 에브빈이 공동 프로듀싱했다.
이 곡은 오스트리아, 벨기에, 이탈리아, 네덜란드, 포르투갈, 루마니아, 스페인, 스위스에서 1위를 차지했으며, 다른 여러 나라들을 통틀어 상위 10위 안에 들었고, 미국 빌보드 핫 100에서 33위를 차지했다. 1992년의 《Keep the Faith》로 매력 위주의 사운드에서 벗어나긴 했지만, 본 조비를 1980년대 한때 글램 메탈로 분류되어 2000년대에는 40위권까지 진입한 유일한 밴드 중 하나로 만든다는 점이 이 곡이 어떻게 새롭고 젊은 팬베이스에 이 밴드를 도입할 수 있었는지를 보여주는 증거다. 이 곡은 아마도 1980년대 이후 가장 잘 알려진 싱글이며 발매 이후 거의 모든 라이브 쇼에서 공연되었다. 이 곡은 2001년부터 2004년까지 미쓰비시 자동차공업 홍보 동영상에도 등장했다.

## 인증
| 국가                                                                                         | 인증        | 판매량/출하량 |
| -------------------------------------------------------------------------------------------- | ----------- | ------------- |
| 오스트레일리아 (ARIA)                                                                        | 플래티넘    | 70,000^       |
| 오스트리아 (IFPI 오스트리아)                                                                 | 플래티넘    | 50,000*       |
| 벨기에 (BEA)                                                                                 | 플래티넘    | 50,000*       |
| 프랑스 (SNEP)                                                                                | 골드        | 250,000*      |
| 독일 (BVMI)                                                                                  | 플래티넘    | 500,000^      |
| 이탈리아 (FIMI)                                                                              | 플래티넘    | 50,000        |
| 일본 (RIAJ) digital, PC delivery                                                             | 골드        | 100,000*      |
| 네덜란드 (NVPI)                                                                              | 골드        | 40,000^       |
| 스웨덴 (GLF)                                                                                 | 플래티넘    | 30,000^       |
| 스위스 (IFPI 스위스)                                                                         | 플래티넘    | 50,000^       |
| 영국 (BPI)                                                                                   | 플래티넘    | 600,000       |
| 미국 (RIAA)                                                                                  | 2× 플래티넘 | 2,000,000     |
| *판매량을 기반으로 한 인증 · ^출하량을 기반으로 한 인증 · 판매량+스트리밍을 기반으로 한 인증 |             |               |